# エイミー・ポーラー
エイミー・ポーラー（Amy Poehler, 1971年9月16日 - ）は、アメリカ合衆国マサチューセッツ州生まれの女優・声優・コメディエンヌ、脚本家・プロデューサー・監督。

## 来歴
1971年にマサチューセッツ州バーリントンに生まれたポーラーは、1993年にボストンカレッジを卒業。大学卒業後はシカゴへ移り、コメディー劇団のセカンド・シティで演劇やコメディーを学ぶ。1998年にはケーブルテレビチャンネルのコメディ・セントラルの30分番組『Upright Citizens Brigade』でテレビデビューを果たす。だが同番組は3シーズンまで製作された後に製作中止になってしまった。
しかしポーラーは独自のコメディーセンスが認められてテレビや映画などにちょくちょく顔を出し始めて、2001年から人気コメディーショーの『サタデー・ナイト・ライブ』に出演し、同番組のレギュラーとなった。徐々に知名度も上がっていき、着々とキャリアを重ねていく。同番組で2008年にはヒラリー・クリントン役を一貫して勤め、サラ・ペイリン役のティナ・フェイと共に大統領選挙候補者役を演じ、同番組の十八番になった。私生活でも『アレステッド・ディベロプメント』で共演した俳優のウィル・アーネットと2003年に結婚した。アーネットとは日本でも大ヒットしたウィル・フェレル・ジョン・ヘダー出演のコメディー『俺たちフィギュアスケーター』で共演。同作において兄妹スケーターをユーモラスかつ嫌味に演じた。女優業の他にも脚本家やプロデューサーとしても才能を開花させており、いくつかのテレビ番組や映画に参加している。

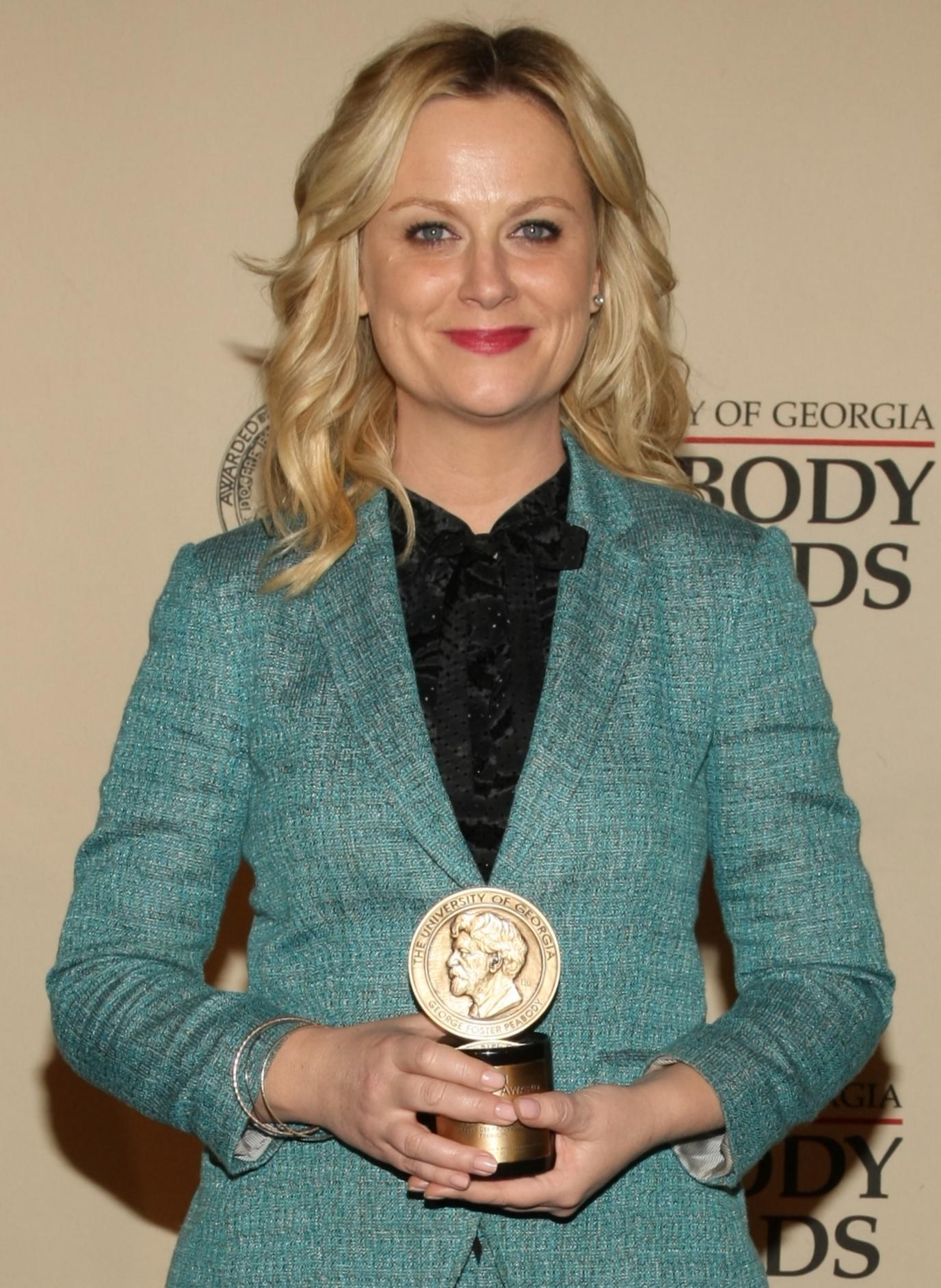
2012年、ピーボディ賞でのポーラー

2009年から放送を開始したNBCテレビジョン・ネットワークで放送を開始したシットコム番組『パークス・アンド・レクリエーション』で2014年の第71回ゴールデングローブ賞女優賞（ミュージカル・コメディシリーズ部門）を受賞。
2016年には、サタデー・ナイト・ライブにティナ・フェイと共同でホストをし、第68回エミー賞でゲスト女優賞（コメディシリーズ部門）を受賞する。

## 私生活
2008年にセカンド・シティ時代からの友人であるティナ・フェイと共に妊娠をテーマにしたコメディー『ベイビーママ』へ出演。実生活でもアーネットとの間に子供が出来ている。

## フィルモグラフィー

### 映画
| 年   | 邦題 原題                                                                                         | 役名                                       | 備考                            |
| ---- | ------------------------------------------------------------------------------------------------- | ------------------------------------------ | ------------------------------- |
| 1999 | デュース・ビガロウ、激安ジゴロ!? Deuce Bigalow: Male Gigolo                                       | ルース                                     |                                 |
| 2004 | ミーン・ガールズ Mean Girls                                                                       | ミセス・ジョージ                           |                                 |
| 2004 | 隣のリッチマン Envy                                                                               | ナタリー・ヴァンダーパーク                 |                                 |
| 2006 | サウスランド・テイルズ Southland Tales                                                            | ヴェロニカ・“ドリーム”・マグ               |                                 |
| 2006 | テネイシャスD 運命のピックをさがせ! Tenacious D in The Pick of Destiny                            | トラック用品店のウェイトレス               |                                 |
| 2006 | ロビン・ウィリアムズのもしも私が大統領だったら… Man of the Year                                   | 本人                                       |                                 |
| 2007 | 俺たちフィギュアスケーター Blades of Glory                                                        | フェアチャイルド・ヴァン・ウォルデンバーグ |                                 |
| 2007 | シュレック3 Shrek the Third                                                                       | 白雪姫                                     | 声の出演                        |
| 2007 | Mr.ウッドコック -史上最悪の体育教師- Mr. Woodcock                                                 | マギー・ホフマン                           |                                 |
| 2008 | ロック・ミー・ハムレット! Hamlet 2                                                                | クリケット・フェルドステイン               |                                 |
| 2008 | ホートン ふしぎな世界のダレダーレ Horton Hears a Who!                                             | サリー・オマリー                           | 声の出演                        |
| 2008 | ベイビーママ Baby Mama                                                                            | アンジー・オストロスキー                   |                                 |
| 2009 | スプリング・ブレイクダウン Spring Breakdown                                                       | ゲイル                                     |                                 |
| 2009 | モンスターVSエイリアン Monsters vs. Aliens                                                        | コンピューター                             | 声の出演                        |
| 2009 | アルビン2 シマリス3兄弟 vs. 3姉妹 Alvin and the Chipmunks: The Squeakquel                         | エレノア・ミラー                           | 声の出演                        |
| 2011 | アルビン3 シマリスたちの大冒険 Alvin and the Chipmunks: Chipwrecked                               | エレノア・ミラー                           | 声の出演                        |
| 2012 | 借りぐらしのアリエッティ                                                                          | ホミリー                                   | 声の出演（英語版）              |
| 2013 | ファミリー・アゲイン/離婚でハッピー!?なボクの家族 A.C.O.D.                                        | サンドラ                                   |                                 |
| 2013 | 俺たちニュースキャスター 史上最低!?の視聴率バトルinニューヨーク Anchorman 2: The Legend Continues | アンカー                                   | カメオ出演                      |
| 2014 | ラブコメ処方箋〜甘い恋のつくり方 They Came Together                                               | モリー                                     |                                 |
| 2015 | インサイド・ヘッド Inside Out                                                                     | ヨロコビ (ジョイ)                          | 声の出演                        |
| 2015 | ビル・マーレイ・クリスマス A Very Murray Christmas                                                | リズ                                       |                                 |
| 2015 | シスターズ Sisters                                                                                | モーラ・エリス                             | 兼製作総指揮                    |
| 2017 | カジノ・ハウス The House                                                                          | ケイト・ジョハンセン                       |                                 |
| 2019 | ワイン・カントリー Wine Country                                                                   | アビー                                     | 兼監督・原案・製作 長編初監督作 |
| 2021 | モキシー 〜私たちのムーブメント〜 Moxie                                                           | リサ                                       | 兼監督・製作 Netflix映画        |
| 2022 | ルーシーとデジ ～知られざる真実～ LUCY AND DESI                                                   |                                            | 監督のみ                        |
| 2024 | インサイド・ヘッド2 Inside Out 2                                                                  | ヨロコビ (ジョイ)                          | 声の出演                        |

### テレビ
| 年              | 邦題/原題                                                                                      | 役名                              | 備考                                                                                   |
| --------------- | ---------------------------------------------------------------------------------------------- | --------------------------------- | -------------------------------------------------------------------------------------- |
| 1998            | スピン・シティ Spin City                                                                       | スーザン                          | 第2シーズン第23話「求むルームメイト」                                                  |
| 1998            | レイト・ナイト・ウィズ・コナン・オブライエン Late Night with Conan O'Brien                     | ステイシー・リッチャー / 複数の役 |                                                                                        |
| 2001-2008       | サタデー・ナイト・ライブ Saturday Night Live                                                   | 本人 / 複数の役                   | 計142話出演                                                                            |
| 2004-2005       | アレステッド・ディベロプメント Arrested Development                                            | GOBの妻                           | 計5話出演                                                                              |
| 2005            | スポンジ・ボブ SpongeBob SquarePants                                                           | グレマ                            | 声の出演 計1話出演                                                                     |
| 2005, 2014      | ザ・シンプソンズ The Simpsons                                                                  | ジェンダ                          | 声の出演 計2話出演                                                                     |
| 2009-2015, 2020 | パークス・アンド・レクリエーション                                                             | レズリー・ホープ                  | 主演、計126話出演 ゴールデングローブ賞女優賞（ミュージカル・コメディシリーズ部門）受賞 |
| 2010            | サタデー・ナイト・ライブ Saturday Night Live                                                   | 本人                              | ゲスト司会                                                                             |
| 2010            | セサミストリート Sesame Street                                                                 | 本人                              | 計1話出演                                                                              |
| 2012            | 30 ROCK/サーティー・ロック 30 Rock                                                             | 若い頃のリズ・レモン              | 第6シーズン第19話「Live from Studio 6H」                                               |
| 2013            | 第70回ゴールデングローブ賞 70th Golden Globe Awards                                            | 本人                              | ティナ・フェイとの共同司会                                                             |
| 2014            | 第71回ゴールデングローブ賞 71st Golden Globe Awards                                            | 本人                              | ティナ・フェイとの共同司会                                                             |
| 2015            | 第72回ゴールデングローブ賞 72nd Golden Globe Awards                                            | 本人                              | ティナ・フェイとの共同司会                                                             |
| 2015            | ウェット・ホット・アメリカン・サマー: キャンプ1日目 Wet Hot American Summer: First Day of Camp | スージー                          | 計7話出演                                                                              |
| 2015            | サタデー・ナイト・ライブ Saturday Night Live                                                   | 本人（共同司会）                  | 「Tina Fey & Amy Poehler/Bruce Springsteen」                                           |
| 2017            | ウェット・ホット・アメリカン・サマー: あれから10年 Wet Hot American Summer: Ten Years Later    | スージー                          | 計6話出演                                                                              |
| 2024            | 『インサイド・ヘッド』の世界より:ライリーの夢の製作スタジオ Dream Productions                  | ヨロコビ                          | 声の出演                                                                               |